# Divisione Nazionale 1931-1932
La Divisione Nazionale 1931-32 fu il 4º campionato nazionale italiano di rugby a 15 di prima divisione.
Si tenne dal 15 novembre 1931 al 4 aprile 1932 tra 12 squadre suddivise, durante la prima fase del torneo, in quattro gironi da tre squadre ciascuno; al girone finale unico a 4 fu ammessa ciascuna prima classificata di ogni girone.
Fu organizzato, come l'edizione precedente, dal Direttorio del Rugby della Federazione Italiana Giuoco Calcio stante il regime di commissariamento della F.I.R..
A causa di incidenti nell'incontro con il G.S. Michelin, il Gruppo Rionale Fascista Cantore di Milano fu escluso dal campionato come misura disciplinare, mentre invece il G.S. Mussolini di Milano abbandonò il torneo durante la seconda fase.
Vincitrice del campionato risultò, per la quarta volta consecutiva, l'Amatori Milano.

## Squadre partecipanti
| Girone A                | Girone B               | Girone C            | Girone D   |
| ----------------------- | ---------------------- | ------------------- | ---------- |
| Bologna                 | GRF Cantore (Milano)   | Amatori Milano      | GUF Napoli |
| G.S. Mussolini (Milano) | G.S. Michelin (Torino) | GUF Genova          | S.S. Lazio |
| GUF Padova              | GUF Torino             | Ponticello (Genova) | Rugby Roma |

## Prima fase

### Girone A
|      | Risultati                   |      |
| ---- | --------------------------- | ---- |
| 0-3  | GUF Padova - G.S. Mussolini | 0-6  |
| 3-0  | Bologna - GUF Padova        | 3-12 |
| 20-0 | G.S. Mussolini - Bologna    | 3-3  |

#### Classifica
| Pos | Squadra        | G | V | N | P | PF | PS | P±  | PT |
| --- | -------------- | - | - | - | - | -- | -- | --- | -- |
| 1   | G.S. Mussolini | 4 | 3 | 1 | 0 | 32 | 3  | 29  | 7  |
| 2   | Bologna        | 4 | 1 | 1 | 2 | 9  | 35 | −26 | 3  |
| 3   | GUF Padova     | 4 | 1 | 0 | 3 | 12 | 15 | −3  | 2  |

### Girone B
|      | Risultati                        |      |
| ---- | -------------------------------- | ---- |
| 3-0  | GUF Torino - Michelin Torino     | 0-6  |
| 3-4  | G.R.F. Cantore - GUF Torino      | 0-6  |
| 16-0 | Michelin Torino - G.R.F. Cantore | 10-0 |

#### Classifica
| Pos | Squadra       | G | V | N | P | PF | PS | P±  | PT |
| --- | ------------- | - | - | - | - | -- | -- | --- | -- |
| 1   | G.S. Michelin | 4 | 3 | 0 | 1 | 32 | 3  | 29  | 6  |
| 2   | GUF Torino    | 4 | 3 | 0 | 1 | 13 | 9  | 4   | 6  |
| 3   | GRF Cantore   | 4 | 0 | 0 | 4 | 3  | 36 | −33 | 0  |

### Girone C
|      | Risultati                   |      |
| ---- | --------------------------- | ---- |
| 3-0  | GUF Genova - Ponticello     | 3-0  |
| 0-27 | GUF Genova - Amatori Milano | 3-9  |
| 12-0 | Amatori Milano - Ponticello | 22-5 |

#### Classifica
| Pos | Squadra        | G | V | N | P | PF | PS | P±  | PT |
| --- | -------------- | - | - | - | - | -- | -- | --- | -- |
| 1   | Amatori Milano | 4 | 4 | 0 | 0 | 70 | 8  | 62  | 8  |
| 2   | GUF Genova     | 4 | 2 | 0 | 2 | 9  | 36 | −27 | 4  |
| 3   | Ponticello     | 4 | 0 | 0 | 4 | 5  | 40 | −35 | 0  |

### Girone D
|      | Risultati               |      |
| ---- | ----------------------- | ---- |
| 0-19 | GUF Napoli - Rugby Roma | 0-48 |
| 0-0  | S.S. Lazio - GUF Napoli | 0-10 |
| 0-28 | S.S. Lazio - Rugby Roma | 0-40 |

#### Classifica
| Pos | Squadra    | G | V | N | P | PF  | PS | P±  | PT |
| --- | ---------- | - | - | - | - | --- | -- | --- | -- |
| 1   | Rugby Roma | 4 | 4 | 0 | 0 | 135 | 0  | 135 | 8  |
| 2   | GUF Napoli | 4 | 2 | 0 | 2 | 10  | 67 | −57 | 4  |
| 3   | S.S. Lazio | 4 | 0 | 0 | 4 | 0   | 78 | −78 | 0  |

## Seconda fase

### Risultati
|      | Risultati                      |      |
| ---- | ------------------------------ | ---- |
| 0-5  | G.S. Michelin - Rugby Roma     | 5-3  |
| 11-0 | G.S. Michelin - G.S. Mussolini | n.d. |
| 3-6  | Amatori Milano - Rugby Roma    | 12-0 |
| 10-0 | Amatori Milano - G.S. Michelin | 0-0  |

### Classifica
| Pos | Squadra        | G | V | N | P | PF | PS | DP  | Pt |
| --- | -------------- | - | - | - | - | -- | -- | --- | -- |
| 1   | Amatori Milano | 4 | 2 | 1 | 1 | 25 | 6  | +19 | 5  |
| 2   | Rugby Roma     | 4 | 2 | 0 | 2 | 14 | 20 | −6  | 4  |
| 3   | G.S. Michelin  | 4 | 1 | 1 | 2 | 5  | 18 | −13 | 3  |
| 4   | G.S. Mussolini | 0 | 0 | 0 | 0 | 0  | 0  | 0   | 0  |

## Verdetti
- Amatori Milano: campione d'Italia